# Alessandro Ruspoli
 (novembre 2011).
Si vous disposez d'ouvrages ou d'articles de référence ou si vous connaissez des sites web de qualité traitant du thème abordé ici, merci de compléter l'article en donnant les références utiles à sa vérifiabilité et en les liant à la section « Notes et références ».
Pour les articles homonymes, voir Ruspoli.
Alessandro, dit « Dado » Ruspoli  est un aristocrate italien, né le 9 décembre 1924, à Rome, ville où il est mort le 11 janvier 2005 . Neuvième prince de Cerveteri, c'était un playboy, et occasionnellement un acteur. Il aurait inspiré Federico Fellini pour plusieurs épisodes du film La Dolce Vita.

## Éléments biographiques
Dado Ruspoli est né au Palazzo Ruspoli de Rome, en 1924. Sa mère, Claudia dei Conti Matarazzo, morte quand il avait neuf ans, était l’héritière de l'une des grandes fortunes du Brésil. Son père Francesco Ruspoli, huitième prince de Cerveteri, poète, a combattu durant les deux guerres mondiales.
Alessandro Ruspoli était connu dans les années 1950 et 1960 pour son style de vie original. Il était l’ami, entre autres de Brigitte Bardot, Salvador Dalí, Truman Capote, Roger Vadim, Roman Polanski[réf. nécessaire].
Marié trois fois, il était le beau-père de l'actrice Olivia Wilde.

## Filmographie
- 1982 : Identification d'une femme (Identificazione di una donna) : Le père de Mavi
- 1988 : La Maison du sourire (La Casa del sorriso) : Andrea
- 1990 : Le Parrain 3 (The Godfather: Part III) : Vanni
- 1991 : Faccione
- 1992 : Il giardino dei ciliegi
- 1993 : Les Aventures du jeune Indiana Jones (The Young Indiana Jones Chronicles) (série TV) : Professor Reale
- 2002 : Just Say Know
- 2007 : Marco Ferreri, il regista che venne dal futuro : Lui-même